# بيل لويس (لاعب كرة قدم أمريكية)
بيل لويس (بالإنجليزية: Bill Lewis)‏ هو لاعب كرة قدم أمريكية أمريكي، ولد في 12 يوليو 1963 في سيوكس سيتي في الولايات المتحدة.

## وصلات خارجية
- بيل لويس على موقع مرجع كرة القدم المحترفة.كوم (الإنجليزية)